# Liste der Kulturdenkmale in Weinstadt
In der Liste der Kulturdenkmale in Weinstadt sind Bau- und Kunstdenkmale der Stadt Weinstadt verzeichnet. Die Liste wurde nach dem Flächennutzungsplan 2015 des Planungsverband Unteres Remstal erstellt. Daneben besteht ein Denkmalpflegerischer Werteplan für die Gesamtanlage Weinstadt-Strümpfelbach.
Stand dieser Liste ist der 14. Juni 2004.
Diese Liste ist nicht rechtsverbindlich. Eine rechtsverbindliche Auskunft ist lediglich auf Anfrage bei der Unteren Denkmalschutzbehörde der Stadt Weinstadt erhältlich.
- Bild: Zeigt ein ausgewähltes Bild aus Commons, „Weitere Bilder“ verweist auf die Bilder im Medienarchiv Wikimedia Commons.
- Bezeichnung: Nennt den Namen, die Bezeichnung oder die Art des Kulturdenkmals.
- Lage: Straßenname und Hausnummer oder Flurstücknummer des Kulturdenkmals, gegebenenfalls auch den Ortsteil. Die Grundsortierung der Liste erfolgt nach dieser Adresse. Der Link (Karte) führt zu verschiedenen Kartendiensten mit der Position des Kulturdenkmals. Fehlt dieser Link, wurden die Koordinaten noch nicht eingetragen. Sind diese bekannt, können sie über ein Tool mit einer Kartenansicht einfach nachgetragen werden. In dieser Kartenansicht sind Kulturdenkmale ohne Koordinaten mit einem roten bzw. orangen Marker dargestellt und können durch Verschieben auf die richtige Position in der Karte mit Koordinaten versehen werden. Kulturdenkmale ohne Bild sind an einem blauen bzw. roten Marker erkennbar.
- Datierung: Baubeginn, Fertigstellung, Datum der Erstnennung oder grobe zeitliche Einordnung entsprechend des Eintrags in der zuständigen Denkmaldatenbank (Landesamt für Denkmalpflege Baden-Württemberg).
- Beschreibung: Kurzcharakteristik des Kulturdenkmals.

## Kulturdenkmale in Weinstadt
| Bild           | Bezeichnung                                                                                    | Lage                                                             | Datierung | Beschreibung | ID                       |
| -------------- | ---------------------------------------------------------------------------------------------- | ---------------------------------------------------------------- | --------- | --- | ------------------------ |
|                | Brücke                                                                                         | Baach, Forststraße                                               |           | Geschützt nach § 2 DSchG |                          |
|                | Bauernhaus                                                                                     | Baach, Forststraße 4 (Karte)                                     |           | Geschützt nach § 2 DSchG |                          |
|                | Bauernhaus                                                                                     | Baach, Forststraße 9 (Karte)                                     |           | Geschützt nach § 2 DSchG |                          |
|                | Backhaus                                                                                       | Baach, Zolterweg 1 (Karte)                                       |           | Geschützt nach § 2 DSchG |                          |
|                | Ehem. Dorf- oder Fleckenkelter                                                                 | Beutelsbach, Annastraße 18                                       |           | Geschützt nach § 2 DSchG |                          |
|                | Bauernhaus                                                                                     | Beutelsbach, Bundschuhweg 7 / Stiftsstraße 29                    |           | Geschützt nach § 2 DSchG |                          |
| Weitere Bilder | Ev. Pfarrkirche mit Kirchhofbefestigung                                                        | Beutelsbach, Bundschuhweg 9 / Stiftsstraße 21 (Karte)            |           | Geschützt nach § 28 DSchG |                          |
|                | Weingärtnerhaus                                                                                | Beutelsbach, Burghaldenstraße 1 (Karte)                          |           | Geschützt nach § 28 DSchG |                          |
|                | Steinkonsolen und Inschriften                                                                  | Beutelsbach, Burghaldenstraße 11 (Karte)                         |           | Geschützt nach § 2 DSchG |                          |
|                | Ehem. Untere Mittelkelter                                                                      | Beutelsbach, Burghaldenstraße 62                                 |           | Geschützt nach § 2 DSchG |                          |
|                | Weingärtner-Doppelhaus mit Scheune                                                             | Beutelsbach, Im Gäßle 16, 16/1, 18 (Karte)                       |           | Geschützt nach § 2 DSchG |                          |
|                | Pfarr- und ehemalige Stiftskirche St. Leodegar mit Vorgängerbau(ten) im Wehrkirchhof           | Beutelsbach, Bereich Kirchweg 3                                  |           | Ursprünglich im Besitz der Grafen von Calw und im Erbgang an Württemberg gekommen, die hier am Erbbegräbnis des Hauses ein 1247 erwähntes Chorherrenstift gründen (1320 sind sowohl Grablege als auch das Stift nach Stuttgart verlegt). Geschützt nach § 2 DSchG |                          |
|                | Gehöft                                                                                         | Beutelsbach, Marktplatz 8 - 10 (Karte)                           |           | Geschützt nach § 2 DSchG |                          |
|                | Bauernhaus                                                                                     | Beutelsbach, Marktstraße 36 (Karte)                              |           | Geschützt nach § 2 DSchG |                          |
|                | Gehöft                                                                                         | Beutelsbach, Marktstraße 44, 44a, 46 (Karte)                     |           | Geschützt nach § 2 DSchG |                          |
|                | Gasthaus                                                                                       | Beutelsbach, Marktstraße 47 (Karte)                              |           | Geschützt nach § 2 DSchG |                          |
|                | Gehöft                                                                                         | Beutelsbach, Marktstraße 48, 46a (Karte)                         |           | Geschützt nach § 2 DSchG |                          |
|                | Reliefstein                                                                                    | Beutelsbach, Marktstraße 50 (Karte)                              |           | Geschützt nach § 2 DSchG |                          |
|                | Bauernhaus                                                                                     | Beutelsbach, Marktstraße 52 (Karte)                              |           | Geschützt nach § 28 DSchG |                          |
|                | Scheune                                                                                        | Beutelsbach, Marktstraße 52/1 (Karte)                            |           | Geschützt nach § 2 DSchG |                          |
|                | Gehöft                                                                                         | Beutelsbach, Marktstraße 55, 55/1 (Karte)                        |           | Geschützt nach § 28 DSchG |                          |
|                | Gehöft                                                                                         | Beutelsbach, Mühlstraße 17, 17/1 (Karte)                         |           | Objekt wurde komplett abgetragen und durch Neubauten ersetzt. Geschützt nach § 2 DSchG | BW                       |
|                | Bauernhaus                                                                                     | Beutelsbach, Ratsgasse 2 (Karte)                                 |           | Geschützt nach § 2 DSchG |                          |
|                | Weingärtnerhaus                                                                                | Beutelsbach, Ratsgasse 3, 5 (Karte)                              |           | Geschützt nach § 28 DSchG |                          |
|                | Scheune                                                                                        | Beutelsbach, Ratsgasse 6 (Karte)                                 |           | Geschützt nach § 2 DSchG |                          |
|                | Weingärtnerhaus                                                                                | Beutelsbach, Schönbühlstraße 2 (Karte)                           |           | Geschützt nach § 28 DSchG |                          |
|                | Weingärtnerhaus                                                                                | Beutelsbach, Schönbühlstraße 3                                   |           | Geschützt nach § 2 DSchG |                          |
|                | Doppelhaus mit Brunnen, Mosterei und Keller der Scheune                                        | Beutelsbach, Schönbühlstraße 6, 8/1                              |           | Geschützt nach § 2 DSchG |                          |
|                | Doppelhaus mit Brunnen, Mosterei und Keller der Scheune                                        | Beutelsbach, Schönbühlstraße 10, 12 (Karte)                      |           | Geschützt nach § 12 DSchG |                          |
|                | Weingärtnerhaus                                                                                | Beutelsbach, Schönbühlstraße 20 (Karte)                          |           | Geschützt nach § 2 DSchG |                          |
|                | Weingärtnerhaus                                                                                | Beutelsbach, Stiftstraße 7 (Karte)                               |           | Geschützt nach § 2 DSchG |                          |
|                | Rathaus                                                                                        | Beutelsbach, Stiftstraße 11 (Karte)                              | 1534      | Ehemaliges Rathaus wird heute als Museum genutzt. Geschützt nach § 28 DSchG |                          |
|                | Gehöft                                                                                         | Beutelsbach, Stiftstraße 13 (Karte)                              |           | Geschützt nach § 2 DSchG |                          |
|                | Weingärtnerhaus                                                                                | Beutelsbach, Stiftstraße 18 (Karte)                              |           | Geschützt nach § 28 DSchG |                          |
|                | Pfarrhaus                                                                                      | Beutelsbach, Stiftstraße 27 (Karte)                              |           | Geschützt nach § 2 DSchG |                          |
|                | Pfleghof                                                                                       | Beutelsbach, Stiftstraße 30 (Karte)                              |           | Geschützt nach § 28 DSchG |                          |
|                | Stiftshof                                                                                      | Beutelsbach, Stiftstraße 32 (Karte)                              |           | Geschützt nach § 2 DSchG |                          |
|                | Bauernhaus                                                                                     | Beutelsbach, Stiftstraße 37, 4 (Karte)                           |           | Geschützt nach § 28 DSchG |                          |
|                | Tordurchfahrthaus                                                                              | Beutelsbach, Stiftstraße 40 (Karte)                              |           | Geschützt nach § 2 DSchG |                          |
| Weitere Bilder | Burgruine                                                                                      | Beutelsbach, Flstnr. 4226                                        |           | Geschützt nach § 2 DSchG |                          |
|                | Inschriftsteine                                                                                | Endersbach, Auberlenstraße 1 (Karte)                             |           | Geschützt nach § 2 DSchG |                          |
|                | Postamt                                                                                        | Endersbach, Bahnhofstraße 19 (Karte)                             |           | Geschützt nach § 2 DSchG |                          |
| Weitere Bilder | Bahnhof                                                                                        | Endersbach, Bahnhofstraße 21 (Karte)                             |           | Geschützt nach § 2 DSchG |                          |
|                | Friedhof                                                                                       | Endersbach, Beutelsbacher-/Kleinfeldle Straße                    |           | Geschützt nach § 2 DSchG |                          |
|                | Gehöft                                                                                         | Endersbach, Im Biegel 7, 7/1 (Karte)                             |           | Geschützt nach § 2 DSchG |                          |
|                | Weingärtnerhaus                                                                                | Endersbach, Im Biegel 9 (Karte)                                  |           | Geschützt nach § 2 DSchG |                          |
|                | Brunnen                                                                                        | Endersbach, Kornstraße (vor dem Geb. Nr. 13)                     |           | Geschützt nach § 2 DSchG |                          |
|                | Wohnstallhaus                                                                                  | Endersbach, Kornstraße 3 (Karte)                                 |           | Geschützt nach § 2 DSchG |                          |
|                | Zehntscheuer                                                                                   | Endersbach, Kornstraße 10 (Karte)                                |           | Geschützt nach § 2 DSchG |                          |
|                | Villa                                                                                          | Endersbach, Landhausstraße 4 (Karte)                             |           | Geschützt nach § 2 DSchG |                          |
|                | Gehöft                                                                                         | Endersbach, Müllergasse 6, 6a (Karte)                            |           | Geschützt nach § 2 DSchG |                          |
|                | Mühle                                                                                          | Endersbach, Müllergasse 8 (Karte)                                |           | Geschützt nach § 2 DSchG |                          |
|                | Weingärtnerhaus                                                                                | Endersbach, Pflaster 4 (Karte)                                   |           | Geschützt nach § 28 DSchG |                          |
|                | Weingärtnerhaus                                                                                | Endersbach, Pflaster 10 (Karte)                                  |           | Geschützt nach § 2 DSchG |                          |
|                | Bauernhaus                                                                                     | Endersbach, Pflaster 14 (Karte)                                  |           | Wird als Heimatmuseum genutzt. Geschützt nach § 28 DSchG |                          |
|                | Scheune                                                                                        | Endersbach, Pflaster 16                                          |           | Geschützt nach § 2 DSchG |                          |
|                | Brunnenstock und Inschriftstein des Schafhofes                                                 | Endersbach, Schafgasse 23 (Karte)                                |           | Geschützt nach § 2 DSchG |                          |
|                | Wergeltrog                                                                                     | Endersbach, Schafgasse 27 (Karte)                                |           | Geschützt nach § 2 DSchG |                          |
|                | Weingärtnerhaus                                                                                | Endersbach, Schmiedgasse 13 (Karte)                              |           | Geschützt nach § 2 DSchG |                          |
|                | Hakenhof                                                                                       | Endersbach, Schmiedgasse 23, 23/1 (Karte)                        |           | Geschützt nach § 2 DSchG |                          |
| Weitere Bilder | Ev. Pfarrkirche                                                                                | Endersbach, Schulstraße 5 (Karte)                                |           | Nordöstlich des historischen Ortskernes leicht erhöht gelegene ev. Pfarrkirche (16. Jh.) mit Resten der Kirchhofmauer in umgebender historischer Bebauung. Geschützt nach § 28 DSchG                                                                              | Wikidata-Objekt anzeigen |
|                | Ev. Pfarrhaus                                                                                  | Endersbach, Schulstraße 8 (Karte)                                |           | Geschützt nach § 2 DSchG |                          |
|                | Ehem. Schule                                                                                   | Endersbach, Schulstraße 12 (Karte)                               |           | Geschützt nach § 2 DSchG |                          |
|                | Wohnstallhaus                                                                                  | Endersbach, Schulstraße 16 (Karte)                               |           | Geschützt nach § 2 DSchG |                          |
|                | Gedenkstein                                                                                    | Endersbach, Schulstraße 24 (Karte)                               |           | Geschützt nach § 2 DSchG | BW                       |
|                | Wergeltrog und Pferdegöpel                                                                     | Endersbach, Strümpfelb. Str./Ecke Waibl. Str.                    |           | Geschützt nach § 2 DSchG |                          |
|                | Rathaus                                                                                        | Endersbach, Traubenstraße 2 (Karte)                              |           | Geschützt nach § 2 DSchG |                          |
|                | Backhäuschen                                                                                   | Endersbach, Traubenstraße 14 (Karte)                             |           | Geschützt nach § 2 DSchG |                          |
|                | Gasthaus                                                                                       | Endersbach, Waiblinger Straße 4 (Karte)                          |           | Geschützt nach § 2 DSchG |                          |
|                | Weingärtnerhaus                                                                                | Endersbach, Waiblinger Straße 9 (Karte)                          |           | Geschützt nach § 2 DSchG | BW                       |
|                | Scheune                                                                                        | Endersbach, Waiblinger Straße 10 (Karte)                         |           | Geschützt nach § 2 DSchG |                          |
|                | Villa mit Gartenanlage                                                                         | Endersbach, Waiblinger Straße 34 (Karte)                         |           | Geschützt nach § 2 DSchG |                          |
|                | Sog. Käppele                                                                                   | Endersbach, Weinbergstr. 101 (Flstnr. 4015) (Karte)              |           | Südlich von Endersbach auf dem freien Feld stehende Reste einer ehemaligen Wallfahrtskirche, sog. Käppele von 1450, renoviert 1955. Geschützt nach § 2 DSchG |                          |
|                | Türsturz mit Inschrift                                                                         | Endersbach, Heidlen 1 (Flstnr. 3772)                             |           | Südlich außerhalb von Endersbach in weithin sichtbarer Solitärlage, an höchster Stelle in den Weinbergen gelegenes Weinbergschützenhäuschen mit Aussichtsplattform (bez. 1774, renoviert 1928). Geschützt nach § 2 DSchG                                          |                          |
|                | Happenhaldenkelter                                                                             | Endersbach, Vicinalweg Nr. 2                                     |           | Östlich des Strümpfelbaches, freistehend in den Weinberghängen gelegene Kelter (19. Jh. mit Veränderungen) zwischen Endersbach und Strümpfelbach. Geschützt nach § 2 DSchG                                                                                        |                          |
|                | Grubbank (Flstnr. ca. 2180 und 2181/2)                                                         | Endersbach, Vic. Weg Nr. 2 (Karte)                               |           | Geschützt nach § 2 DSchG |                          |
|                | (Flstnr. 2366) Grubbank                                                                        | Endersbach, Vic. Weg Nr. 2 (Karte)                               |           | Geschützt nach § 2 DSchG |                          |
|                | (Flstnr. 4246) Grubbank                                                                        | Endersbach, Vic. Weg Nr. 3/1 (Karte)                             |           | Geschützt nach § 2 DSchG |                          |
|                | Weingärtnerhaus                                                                                | Großheppach, Am Heuhaus 2 (Karte)                                |           | Geschützt nach § 2 DSchG |                          |
|                | Ehem. Mühle                                                                                    | Großheppach, Brückenstraße 9 (Karte)                             |           | Geschützt nach § 28 DSchG |                          |
|                | Ehem. Mühle                                                                                    | Großheppach, Brückenstraße 7, 9a, 9b (Karte)                     |           | Geschützt nach § 2 DSchG |                          |
|                | Gewölbekeller                                                                                  | Großheppach, Friedenstraße 9                                     |           | Geschützt nach § 2 DSchG |                          |
|                | Ofenstein                                                                                      | Großheppach, Grunbacher Straße 38 (Karte)                        |           | Geschützt nach § 2 DSchG |                          |
|                | Scheune                                                                                        | Großheppach, Kirchstraße 7 (Karte)                               |           | Geschützt nach § 2 DSchG |                          |
| Weitere Bilder | Ev. Pfarrkirche St. Ägidius                                                                    | Großheppach, Kleinheppacher Straße 2 (Karte)                     |           | Zentral im Ort gelegene ev. Pfarrkirche St. Ägidius (gotischer Bau) mit Resten der Wehrmauer. Geschützt nach § 28 DSchG |                          |
|                | Reste der Kirchhofbefestigung                                                                  | Großheppach, Kleinheppacher Straße 2 (Karte)                     |           | Geschützt nach § 2 DSchG |                          |
|                | Bauernhaus                                                                                     | Großheppach, Kleinheppacher Straße 28 (Karte)                    |           | Geschützt nach § 2 DSchG |                          |
|                | Bauernhaus                                                                                     | Großheppach, Pfahlbühlstraße 1 (Karte)                           |           | Geschützt nach § 28 DSchG |                          |
|                | Quereinhaus                                                                                    | Großheppach, Pfahlbühlstraße 10/1 (Karte)                        |           | Geschützt nach § 2 DSchG |                          |
|                | Rathaus                                                                                        | Großheppach, Pfahlbühlstraße 12 (Karte)                          |           | Geschützt nach § 2 DSchG |                          |
|                | Wehrmauer des Kirchhofes                                                                       | Großheppach, Pfarrgasse 2 (Karte)                                |           | Geschützt nach § 2 DSchG | BW                       |
|                | Ev. Pfarrhaus                                                                                  | Großheppach, Pfarrgasse 3 (Karte)                                |           | Geschützt nach § 2 DSchG |                          |
|                | Weingärtnerhaus                                                                                | Großheppach, Pfarrgasse 16 (Karte)                               |           | Geschützt nach § 2 DSchG |                          |
|                | Schulhaus                                                                                      | Großheppach, Pfarrgasse 19, 19a (Karte)                          |           | Geschützt nach § 2 DSchG |                          |
|                | Mauer des Wehrkirchhofes                                                                       | Großheppach, Prinz-Eugen-Platz 1 (Karte)                         |           | Geschützt nach § 2 DSchG | BW                       |
|                | Gasthaus                                                                                       | Großheppach, Prinz-Eugen-Platz 4 (Karte)                         |           | Geschützt nach § 2 DSchG |                          |
|                | Bauernhaus                                                                                     | Großheppach, Prinz-Eugen-Platz 7 (Karte)                         |           | Geschützt nach § 2 DSchG |                          |
|                | Ehem. herrschaftl. Weingärtnerhaus                                                             | Großheppach, Schäfergässle 12 (Karte)                            |           | Geschützt nach § 12 DSchG |                          |
|                | Hofmauer                                                                                       | Großheppach, Schäfergässle 12 (Karte)                            |           | Geschützt nach § 2 DSchG | BW                       |
|                | Weingärtnerhaus                                                                                | Großheppach, Schildergasse 12 (Karte)                            |           | Geschützt nach § 2 DSchG |                          |
|                | Wohnhaus                                                                                       | Großheppach, Schlossstraße 8 (Karte)                             |           | Geschützt nach § 2 DSchG |                          |
| Weitere Bilder | Schloss mit Nebengebäuden, Resten der Ummauerung, Einfriedung und Schlosspark (Sachgesamtheit) | Großheppach, Schlossstraße 10 (Flstnr. 1, 4, 6) (Karte)          |           | Leicht erhöht am östlichen Ortsrand gelegenes Schloss (ab 1593 errichteter Landsitz) mit Nebengebäuden, Einfriedung und Parkanlage. Geschützt nach §§ 2 und 28 DSchG                                                                                              |                          |
|                | Friedhof                                                                                       | Großheppach, Schlossstraße                                       |           | Geschützt nach § 2 DSchG |                          |
|                | Wohnhaus                                                                                       | Großheppach, Zügernbergstraße 20 (Karte)                         |           | Geschützt nach § 2 DSchG |                          |
|                | Grubbank                                                                                       | Großheppach, Flstnr. 1839                                        |           | Geschützt nach § 2 DSchG |                          |
|                | Ofenstein                                                                                      | Großheppach, Flstnr. 5372/2                                      |           | Geschützt nach § 2 DSchG |                          |
|                | Brücke                                                                                         | Großheppach, FW 189                                              |           | Geschützt nach § 2 DSchG |                          |
|                | Kellerhäuser                                                                                   | Großheppach-Gundelsbach, Buocher Weg 9, 13/2, 15/1, 15/2 (Karte) |           | Geschützt nach § 2 DSchG | BW                       |
|                | Gehöft                                                                                         | Großheppach-Gundelsbach, Gundelsbacher Str. 19, 19/1, 23 (Karte) |           | Geschützt nach § 2 DSchG |                          |
|                | Weingärtnerhaus                                                                                | Schnait, Bergstraße 6 (Karte)                                    |           | Geschützt nach § 2 DSchG |                          |
|                | Weingärtnerhaus                                                                                | Schnait, Bergstraße 16 (Karte)                                   |           | Geschützt nach § 2 DSchG |                          |
|                | Weingärtnerhaus                                                                                | Schnait, Blütenstraße 1 (Karte)                                  |           | Geschützt nach § 2 DSchG |                          |
|                | Weingärtnerhaus                                                                                | Schnait, Blütenstraße 34 (Karte)                                 |           | Geschützt nach § 2 DSchG |                          |
|                | Gemeindebackhaus                                                                               | Schnait, Brunnenstraße 27                                        |           | Geschützt nach § 2 DSchG |                          |
|                | Ofenstein                                                                                      | Schnait, Haldenstraße 1 (Karte)                                  |           | Geschützt nach § 2 DSchG | BW                       |
|                | Gemeindebackhaus                                                                               | Schnait, Haldenstraße 7 (Karte)                                  |           | Geschützt nach § 2 DSchG |                          |
|                | Sog. Oberes oder Neues Schloß                                                                  | Schnait, Haldenstraße 25 (Karte)                                 |           | Östlich erhöht über dem Ortskern gelegenes sog. Oberes oder Neues Schloss (bez. 1609) am nördlichen Ortsrand. Geschützt nach § 28 DSchG | Wikidata-Objekt anzeigen |
|                | Weingärtnerhaus                                                                                | Schnait, Hochbergstraße 3 (Karte)                                |           | Geschützt nach § 2 DSchG |                          |
|                | Ofenstein                                                                                      | Schnait, Mühlbergstraße 3 (Karte)                                |           | Geschützt nach § 2 DSchG |                          |
|                | Ehem. Schafstall                                                                               | Schnait, Silcherstraße 1-3 (Karte)                               |           | Geschützt nach § 2 DSchG |                          |
|                | Sog. Altes oder Unteres Schloss                                                                | Schnait, Silcherstraße 10 (Karte)                                |           | Westlich des historischen Ortskernes erhöht über dem Beutelsbach gelegenes sog. Altes oder Unteres Schloss (16.–18. Jh.). Geschützt nach § 28 DSchG |                          |
|                | Sog. Altes oder Unteres Schloss                                                                | Schnait, Silcherstraße 12 (Karte)                                |           | Westlich des historischen Ortskernes erhöht über dem Beutelsbach gelegenes sog. Altes oder Unteres Schloss (16.–18. Jh.). Geschützt nach § 12 DSchG |                          |
|                | Sog. Altes oder Unteres Schloss                                                                | Schnait, Silcherstraße 10a, 14 (Karte)                           |           | Westlich des historischen Ortskernes erhöht über dem Beutelsbach gelegenes sog. Altes oder Unteres Schloss (16.–18. Jh.). Geschützt nach § 2 DSchG |                          |
|                | Quereinhaus                                                                                    | Schnait, Silcherstraße 13 (Karte)                                |           | Geschützt nach § 2 DSchG |                          |
|                | Ofenstein                                                                                      | Schnait, Silcherstraße 22 (Karte)                                |           | Geschützt nach § 2 DSchG |                          |
|                | Ehem. Weingärtnerhaus                                                                          | Schnait, Silcherstraße 36 (Karte)                                |           | Geschützt nach § 2 DSchG |                          |
|                | Keller                                                                                         | Schnait, Silcherstraße 37 (Karte)                                |           | Geschützt nach § 2 DSchG |                          |
|                | Gasthaus                                                                                       | Schnait, Silcherstraße 41 (Karte)                                |           | Geschützt nach § 2 DSchG |                          |
| Weitere Bilder | Ev. Pfarrkirche                                                                                | Schnait, Silcherstraße 47 (Karte)                                |           | Zentral im Ort in leicht erhöhter Lage stehende ev. Pfarrkirche (um 1500, 1747 Abbruch und Neubau). Geschützt nach § 28 DSchG |                          |
|                | Sammlung des Silchermuseums                                                                    | Schnait, Silcherstraße 49 (Karte)                                |           | Geschützt nach § 12 DSchG | BW                       |
|                | Silchermuseum bez. ehem. Schulhaus                                                             | Schnait, Silcherstraße 49 (Karte)                                |           | Geschützt nach § 2 DSchG |                          |
|                | Weingärtnerhaus bzw. ehem. Gasthausnebengebäude                                                | Schnait, Silcherstraße 73 (Karte)                                |           | Geschützt nach § 2 DSchG |                          |
|                | Weingärtnerhaus                                                                                | Schnait, Silcherstraße 77 (Karte)                                |           | Geschützt nach § 2 DSchG |                          |
|                | Weingärtnerhaus                                                                                | Schnait, Silcherstraße 90 (Karte)                                |           | Geschützt nach § 2 DSchG |                          |
|                | Sog. Kloster                                                                                   | Schnait, Tobelstraße 7 (Karte)                                   |           | Geschützt nach § 2 DSchG |                          |
|                | Ofenstein                                                                                      | Schnait, Weinstraße 27 (Karte)                                   |           | Geschützt nach § 2 DSchG |                          |
|                | Schutzhütte                                                                                    | Schnait, Feldweg 110 (Flstnr. 2690) (Karte)                      |           | Geschützt nach § 2 DSchG | BW                       |
|                | Bauern-Doppelhaus                                                                              | Strümpfelbach, Aichelberger Weg 3-5 (Karte)                      |           | Geschützt nach § 2 DSchG |                          |
|                | Weingärtnerhaus                                                                                | Strümpfelbach, Alte Weinstraße 1 (Karte)                         |           | Geschützt nach § 2 DSchG |                          |
|                | Bauernhaus                                                                                     | Strümpfelbach, Am Hüttenbach 2 (Karte)                           |           | Geschützt nach § 2 DSchG |                          |
|                | Quereinhaus                                                                                    | Strümpfelbach, Am Hüttenbach 6 (Karte)                           |           | Geschützt nach § 2 DSchG |                          |
|                | Ehem. Badhaus                                                                                  | Strümpfelbach, Bädergasse 7 (Karte)                              |           | Geschützt nach § 2 DSchG |                          |
|                | Friedhofsmauer                                                                                 | Strümpfelbach, Esslinger Weg 15 (Karte)                          |           | Geschützt nach § 2 DSchG |                          |
|                | Rathaus                                                                                        | Strümpfelbach, Hauptstraße 1 (Karte)                             |           | Geschützt nach § 28 DSchG |                          |
|                | Gasthaus zum Hirsch                                                                            | Strümpfelbach, Hauptstraße 3 (Karte)                             |           | Geschützt nach § 28 DSchG |                          |
|                | Weingärtnerhaus                                                                                | Strümpfelbach, Hauptstraße 4 (Karte)                             |           | Geschützt nach § 28 DSchG |                          |
|                | Weingärtnerhaus                                                                                | Strümpfelbach, Hauptstraße 6 (Karte)                             |           | Geschützt nach § 28 DSchG |                          |
|                | Weingärtnerhaus                                                                                | Strümpfelbach, Hauptstraße 9 (Karte)                             |           | Geschützt nach § 28 DSchG |                          |
|                | Weingärtnerhaus                                                                                | Strümpfelbach, Hauptstraße 10 (Karte)                            |           | Geschützt nach § 2 DSchG |                          |
|                | Weingärtnerhaus                                                                                | Strümpfelbach, Hauptstraße 12 (Karte)                            |           | Geschützt nach § 2 DSchG |                          |
|                | Weingärtnerhaus                                                                                | Strümpfelbach, Hauptstraße 15 (Karte)                            |           | Geschützt nach § 28 DSchG |                          |
|                | Weingärtnerhaus                                                                                | Strümpfelbach, Hauptstraße 19 (Karte)                            |           | Geschützt nach § 2 DSchG |                          |
|                | Weingärtnerhaus                                                                                | Strümpfelbach, Hauptstraße 21 (Karte)                            |           | Geschützt nach § 28 DSchG |                          |
|                | Weingärtnerhaus                                                                                | Strümpfelbach, Hauptstraße 22, 24, 26 (Karte)                    |           | Geschützt nach § 2 DSchG |                          |
|                | Weingärtnerhaus                                                                                | Strümpfelbach, Hauptstraße 28 (Karte)                            |           | Geschützt nach § 28 DSchG |                          |
|                | Gehöftgruppe                                                                                   | Strümpfelbach, Hauptstraße 30/1, 22, 34 (Karte)                  |           | Geschützt nach § 28 DSchG | BW                       |
|                | Gehöftgruppe                                                                                   | Strümpfelbach, Hauptstraße 30, /2, /3, 34, 36, /1 (Karte)        |           | Geschützt nach § 2 DSchG |                          |
|                | Weingärtnerdoppelhaus und Nebengebäude                                                         | Strümpfelbach, Hauptstraße 33 (Karte)                            |           | Geschützt nach § 28 DSchG |                          |
|                | Weingärtnerdoppelhaus und Nebengebäude                                                         | Strümpfelbach, Hauptstraße 35, 35/3 (Karte)                      |           | Geschützt nach § 2 DSchG |                          |
|                | Gehöft Weingärtnerhaus, Stall                                                                  | Strümpfelbach, Hauptstraße 39 (Karte)                            |           | Geschützt nach §§ 2 und 28 DSchG |                          |
|                | Weingärtnerhaus                                                                                | Strümpfelbach, Hauptstraße 42 (Karte)                            |           | Geschützt nach § 28 DSchG |                          |
|                | Gehöft mit Doppelhaus                                                                          | Strümpfelbach, Hauptstraße 43 (Karte)                            |           | Geschützt nach § 28 DSchG |                          |
|                | Gehöft mit Doppelhaus                                                                          | Strümpfelbach, Hauptstraße 45, 45/1 (Karte)                      |           | Geschützt nach § 2 DSchG |                          |
|                | Weingärtnerhaus                                                                                | Strümpfelbach, Hauptstraße 44 (Karte)                            |           | Geschützt nach § 28 DSchG |                          |
|                | Gehöft                                                                                         | Strümpfelbach, Hauptstraße 46, 46a, 46/2 (Karte)                 |           | Geschützt nach §§ 2 und 28 DSchG |                          |
|                | Weingärtnerhaus                                                                                | Strümpfelbach, Hauptstraße 48 (Karte)                            |           | Geschützt nach § 28 DSchG |                          |
| Weitere Bilder | Weingärtnerhaus                                                                                | Strümpfelbach, Hauptstraße 49 (Karte)                            |           | Geschützt nach § 2 DSchG |                          |
|                | Gehöft Weingärtnerhaus, Scheune, Waschhäuser, Hofmauer                                         | Strümpfelbach, Hauptstraße 59 (Karte)                            |           | Geschützt nach §§ 2 und 28 DSchG |                          |
|                | Bauernhaus                                                                                     | Strümpfelbach, Hauptstraße 61 (Karte)                            |           | Geschützt nach § 28 DSchG |                          |
|                | Gehöft Weingärtnerhaus, Scheune                                                                | Strümpfelbach, Hauptstraße 65, 65a (Karte)                       |           | Geschützt nach §§ 2 und 28 DSchG |                          |
|                | Bildstock                                                                                      | Strümpfelbach, Hauptstraße / Ecke Kelterstraße                   |           | Geschützt nach § 28 DSchG |                          |
|                | Gefallenendenkmal                                                                              | Strümpfelbach, Hindenburgstr.11 (vor Geb.Nr.11) (Karte)          |           | Geschützt nach § 2 DSchG |                          |
|                | Weingärtnerhaus                                                                                | Strümpfelbach, Hindenburgstraße 1 (Karte)                        |           | Geschützt nach § 2 DSchG |                          |
|                | Gehöft                                                                                         | Strümpfelbach, Hindenburgstraße 2 (Karte)                        |           | Geschützt nach § 2 DSchG |                          |
|                | Gehöft                                                                                         | Strümpfelbach, Hindenburgstraße 4, 4a (Karte)                    |           | Geschützt nach §§ 2 und 28 DSchG |                          |
|                | Weingärtnerhaus                                                                                | Strümpfelbach, Hindenburgstraße 6 (Karte)                        |           | Geschützt nach § 28 DSchG |                          |
|                | Kellerstock und 1. OG eines Weingärtnerhauses                                                  | Strümpfelbach, Hindenburgstraße 7 (Karte)                        |           | Geschützt nach § 28 DSchG |                          |
|                | Weingärtnerhaus                                                                                | Strümpfelbach, Hindenburgstraße 8 (Karte)                        |           | Geschützt nach § 2 DSchG |                          |
|                | Weingärtnerhaus                                                                                | Strümpfelbach, Hindenburgstraße 10 (Karte)                       |           | Geschützt nach § 2 DSchG |                          |
|                | Scheuer                                                                                        | Strümpfelbach, Hindenburgstraße 11/1 (Karte)                     |           | Geschützt nach § 2 DSchG |                          |
|                | Weingärtnerhaus                                                                                | Strümpfelbach, Hindenburgstraße 12 (Karte)                       |           | Geschützt nach § 2 DSchG |                          |
| Weitere Bilder | Ev. Pfarrkirche St. Jodokus                                                                    | Strümpfelbach, Hindenburgstraße 13 (Karte)                       |           | Geschützt nach § 28 DSchG |                          |
|                | Weingärtnerhaus                                                                                | Strümpfelbach, Hindenburgstraße 14 (Karte)                       |           | Geschützt nach § 28 DSchG |                          |
|                | Schulhaus                                                                                      | Strümpfelbach, Hindenburgstraße 15 (Karte)                       |           | Geschützt nach § 2 DSchG |                          |
|                | Gasthaus                                                                                       | Strümpfelbach, Hindenburgstraße 16 (Karte)                       |           | Geschützt nach § 2 DSchG |                          |
|                | Handwerkerhaus                                                                                 | Strümpfelbach, Hindenburgstraße 20 (Karte)                       |           | Geschützt nach § 2 DSchG |                          |
|                | Weingärtnerhaus                                                                                | Strümpfelbach, Hindenburgstraße 21 (Karte)                       |           | Geschützt nach § 2 DSchG |                          |
|                | Weingärtnerhaus                                                                                | Strümpfelbach, Hindenburgstraße 24 (Karte)                       |           | Geschützt nach § 28 DSchG |                          |
|                | Weingärtnerhaus                                                                                | Strümpfelbach, Hindenburgstraße 28, 28a (Karte)                  |           | Geschützt nach § 28 DSchG |                          |
|                | Gehöft                                                                                         | Strümpfelbach, Hindenburgstraße 29 (Karte)                       |           | Geschützt nach § 2 DSchG |                          |
|                | Weingärtnerhaus                                                                                | Strümpfelbach, Hindenburgstraße 38 (Karte)                       |           | Geschützt nach § 28 DSchG |                          |
|                | Bauern- bzw. Weinbauernhaus                                                                    | Strümpfelbach, Hindenburgstraße 43/45 (Karte)                    |           | Geschützt nach § 2 DSchG |                          |
|                | Ortskern Strümpfelbach                                                                         | Strümpfelbach, Historischer Ortskern                             |           | In einem nördlichen Taleinschnitt des Schurwaldes gelegenes Weingärtnerdorf mit Rathaus, ev. Pfarrkirche St. Jodokus, Kelter sowie zahlreichen Weingärtnerhäusern und Hofanlagen. Geschützt nach § 19 DSchG                                                       |                          |
|                | Weinbauernhaus                                                                                 | Strümpfelbach, Im Oberdorf 1 (Karte)                             |           | Geschützt nach § 2 DSchG |                          |
|                | Gehöft                                                                                         | Strümpfelbach, Im Oberdorf 5, 5a, 5b (Karte)                     |           | Geschützt nach § 2 DSchG |                          |
|                | Friedhof                                                                                       | Strümpfelbach, Kelterstraße                                      |           | Geschützt nach § 2 DSchG |                          |
|                | Weingärtnerhaus                                                                                | Strümpfelbach, Lindenstraße 3 (Karte)                            |           | Geschützt nach § 2 DSchG |                          |
|                | Bauernhaus                                                                                     | Strümpfelbach, Lindenstraße 5 (Karte)                            |           | Geschützt nach § 2 DSchG |                          |
|                | Weingärtnerhaus                                                                                | Strümpfelbach, Lindenstraße 17 (Karte)                           |           | Geschützt nach § 2 DSchG |                          |
|                | Schlussstein                                                                                   | Strümpfelbach, Lindenstraße 19 (Karte)                           |           | Geschützt nach § 2 DSchG |                          |
|                | Gehöft                                                                                         | Strümpfelbach, Zum Streitberg 2 (Karte)                          |           | Geschützt nach § 2 DSchG |                          |
|                | Kelter                                                                                         | Strümpfelbach, Zum Streitberg 9 (Karte)                          |           | Geschützt nach § 28 DSchG |                          |
|                | Brücke                                                                                         | Strümpfelbach, FW 214 (Flstnr. 416, 422 und 396/1, 394) (Karte)  |           | Geschützt nach § 2 DSchG |                          |
|                | Schutzhütte                                                                                    | Strümpfelbach, FW 187 (Flstnr. 5895) (Karte)                     |           | Geschützt nach § 2 DSchG | BW                       |